# Blönduhlíðarfjöll
Blönduhlíðarfjöll är en bergskedja i republiken Island. Den ligger i regionen Norðurland vestra, 200 km nordost om huvudstaden Reykjavík.